# SimQuest
SimQuest is een auteurssysteem voor het ontwikkelen van computersimulaties ten behoeve van onderwijs. In SimQuest beschrijf je een model van een systeem, bijvoorbeeld een chemische reactie, een mechanisch systeem of een populatie van dieren. Dat model wordt vervolgens gesimuleerd en je kunt het voorzien van opdrachten, extra uitleg en hulpmiddelen om de gegevens die de simulatie genereert te organiseren en interpreteren. De resulterende simulatie kan vervolgens door leerlingen worden gebruikt om op een ontdekkende manier te leren over het model dat je gemaakt hebt.
SimQuest is ontwikkeld in het kader van het SERVIVE-project, dat werd gefinancierd door de Europese Commissie in het kader van het "Fourth Framework Programme". Dit project richtte zich op begeleid ontdekkend leren met behulp van computersimulaties.